# Leen Hellenberg
Leendert (Leen) Hellenberg (Noordwijk, 6 mei 1920 – Toebang Mandjul, Borneo, 16 september 1946) was Engelandvaarder, waarna hij bij het KNIL diende.

## Biografie
Hellenberg was een zoon van Leendert Hellenberg en Jacoba Geertruida den Hollander. Zijn vader overleed nog voor zijn geboorte, op 24 november 1919, tijdens een poging enkele Katwijkse vissers te redden. 
Hellenberg en zijn neef Leen den Hollander, die in een hotel werkte, waren heel secuur bezig met het voorbereiden van hun tocht naar Engeland. Ze wilden over zee gaan. Ze kochten een vlet en verstopten die in de garage van de familie Hellenberg. Ze hadden een sextant en een kompas, ze hadden 10 broden, 2 pond boter en 20 liter water ingeslagen en ze hadden gedurende twee nachten een veld, dat op hun route lag, vrij gemaakt van Duitse landmijnen.
Op 10 juni 1943 vertrokken ze. De vlet moest eerst over de Atlantikwall gehesen worden. Daarna moesten ze door het vrijgemaakte mijnenveld, over een prikkeldraadversperring en tussen de anti-tank-blokken door naar de zee. In alle opwinding ging de zeekaart verloren, waardoor de sextant nutteloos werd. Ook het roer van de vlet bleef ergens achter, maar teruggaan om het te zoeken was geen optie. Hoewel de zee erg oplichtte, werden ze niet gezien. Ze roeiden door de branding heen en hesen hun zeil. Een passerende Duitse trawler zag de kleine vlet niet.
 Tijdens de volgende nacht hoorden ze ineens een vreemd lawaai. Het bleek het gesnuif van bruinvissen te zijn. De volgende dag ging de wind liggen en moesten ze roeien totdat ze op 12 juni door vier Engelse MTB's werden opgemerkt en aan boord genomen. Deze waren onderweg naar Hoek van Holland, waar ze eerst enkele uren moesten patrouilleren, voordat ze de Engelandvaarders in Great Yarmouth konden afzetten.
Drie weken lang werden ze verhoord. Ze kregen te horen dat al zeven jongens als verrader waren opgehangen. Na die drie weken werden ze ondergebracht in een rusthuis. Het bezoek aan de koningin vond plaats in haar tuin, waar ook een wandeling in gemaakt werd. 
Leen Hellenberg koos voor de Marine maar werd afgekeurd. Zijn tweede keuze was het KNIL. Leen den Hollander kwam bij de Marine Luchtvaart Dienst, dus nadien zagen ze elkaar niet meer. Leen Hellenberg ging met een boot naar New York, waar hij op 20 augustus 1943 aankwam. Daar ontmoette hij Noordwijker Piet van Beelen, aan wie hij een brief meegaf voor zijn familie in Noordwijk, waarin hij de overtocht beschrijft. Vandaar ging hij via Miami en Curaçao naar Suriname, waar hij een militaire opleiding kreeg. Vijf maanden later ging hij naar Australië. 
Hellenberg kwam bij het KNIL en sneuvelde op 16 september 1946 in Toebang Mandjul op Borneo. Hij werd door een sluipschutter getroffen. Hij werd begraven op het Nederlands Ereveld Menteng Pulo in Jakarta.
Den Hollander kwam bij de RAF en werd op 20 juni 1944 boven Normandië neergeschoten.

## Monument
Het Indië-monument bij de Oude Zeeweg in Noordwijk gedenkt Leen Hellenberg samen met Jan Doove, Jan Mourits en Jaap Raaphorst. De tekst op het monument luidt:
'VOOR HERSTEL VAN ORDE EN VREDE

NAAR NEDERLANDS-INDIË GEZONDEN

IN INDONESIË GEBLEVEN

1945-1950.'
Het monument werd op 16 oktober 2001 onthuld door burgemeester drs J.W. van der Sluis en twee nabestaanden: mevrouw Hellenberg-den Hollander en mevrouw Hazenoot-Raaphorst. Het kleine monument is geplaatst naast het grote oorlogsmonument uit 1952. 